# Rockchip RK3288
Le Rockchip RK3288 est un SoC d'architecture ARM produit par la société Fuzhou Rockchip et sorti au premier semestre 2014.
Une version allégée, le Rockchip RK3288c est sortie en 2015, elle a une fréquence limite de 1,8 GHz au lieu de 2 GHz et un GPU Mali T760 au lieu d'un Mali T760 MP4. Ce processeur est notamment utilisé dans certains smartbooks comportant Chrome OS (Chromebook) ou des PC sous Android (AndroidPC), les consoles de jeu miniStation de Lenovo et miniStation Game, faite par Tencent (QQ, Wechat) et Skyworth, des casques de réalité virtuelle RK3288 VR all-in-one, ou encore les drones de type quadrirotor comme l'Amigo d'HighGreat. Son successeur est le Rockchip RK3399.

## Spécifications
Les spécifications du RK3288 sont les suivantes :
- Gravure en 28 nanomètres.
- Quatre microprocesseurs ARM Cortex-A17 (LPAE, virtualisation, NEON…) jusqu'à 1,8 GHz.
- Un processeur graphique Mali-T760 comportant 4 cœurs et les technologies TE, ASTC et AFBC, supportant OpenGL ES 1.1 à 3.1, OpenCL 1.1, Renderscript et DirectX 11.1[7].
- Processeur de signal numérique, capable de décoder les codecs vidéo H.264 (MPEG4) et 10bits H.265 jusqu'à 4K (3840 × 2160 pixels) ou plusieurs vidéos 1080p (plusieurs sorties simultanées ou stéréoscopie). Il peut également décoder du H.264, VP8 et MVC en format 1080p.
- Cryptoprocesseur capable de chiffrer et déchiffrer les algorithmes AES 128bits, DES, 3DES, SHA-1, SHA-256, MD5 et PRNG 160bits.
- Support des réseaux de données 4G (LTE FDD, TDD et TD-LTE) intégré.
- contrôleur de mémoire double canal 64 bits supportant les types DDR3, DDR3L, LPDDR2, LPDDR3.
- Support interface réseau Ethernet 100 mégabits et gigabit.
- Processeur d'images 13 mégapixel permettant de contrôler un capteur photographique en suivant la norme MIPI-CSI.

## Performances
Il a été globalement bien accueilli dans la presse pour ses performances, à la fois dans des benchmarks comparatifs, mais également dans son utilisation courante, notamment, parce qu'il s'agit avant tout d'un processeur à destination d'appareils mobiles, qu'il est de très basse consommation, et qu'il équipe des appareils à très bas prix et offrant une très bonne autonomie par rapport aux équivalent en architecture x86,,,,,.

## utilisations

### Systèmes d'exploitation
Le 4 août 2014, Mark Yao de la société Rockchip, a publié des pilotes Direct Rendering Manager (DRM) libres, incluant le support pour Kernel-based mode-setting (KMS) pour le noyau Linux. Ceci n'inclut pas l'accélération géométrique 2D/3D, qui reste, elle, confinée dans des binaires, mais permet déjà d'accéder proprement et efficacement à la gestion des tampons du GPU, comme dans le cas de Wayland ou de LLVMpipe, les pilotes graphiques permettant l'accélération géométrique restent des pilotes binaires. Ces ajouts permettent également d'accéder aux contrôleurs LCD et LVDS, ainsi qu'aux connecteurs EDP (Embeded DisplayPort),. Il est intégré dans le noyau officiel à partir de la branche 3.19 pour les noyau 3.X et à partir de la branche 4.2 pour les noyaux 4.x
Le pilote libre et ouvert Mesa 3D Panfrost, utilisant l'API Gallium, est utilisé pour le GPU Mali T760, avec une première intégration dans Mesa 19.2 et l'ajout d'un important nombre de fonctionnalités dans la version 19.3.
Le noyau Linux à partir de la version 5.4 intègre en version mainline le pilote VPU Hantro libre et ouvert, permettant notamment le décodage matériel de H.264 et VP8.
Cela permet un meilleur support de différents systèmes d'exploitations basés sur le noyau Linux :
- Google Android, le système le plus souvent distribué avec les tablettes tactiles, HPCTV et PC-on-a-stick comportant ce SoC.
- Rockchip a également adopté Google Chromium OS (version libre de Chrome OS sur une plate-forme de smartbook de référence équipée de ce SoC[20]). Ce qui a poussé plusieurs constructeurs à en produire (voir implémentations matérielles).
- Plusieurs distributions de Gnu/Linux fonctionnent également avec au moins certaines plates-formes de ce SoC. Ubuntu (non officiel), Archlinux ARM (officiel sur certaines plates-formes), Debian, OpenSUSE. Debian fournit une procédure complète pour installer la version ARM du système sur l'Asus Chrombeook C201[21], tandis qu'Arch Linux ARM en fournit pour les Asus Chromebook Flip C100P et Hisense Chromebook C11[22] et OpenSUSE pour la carte Firefly[23].

La société Rikomagic, qui produit des ordinateurs à base de puces Rockchip, propose depuis septembre 2014, le boîtier de bureau MK902II LE (LE pour Linux Edition), utilisant Linux Xubuntu 14.10 utilisant l'environnement de bureau XFCE par défaut, avec accélération matérielle et proposant par ailleurs une couche d'émulation x86 pour certaines applications Windows ou Linux ne fonctionnant que sous x86.
La société T-Chip, partenaire de Rockchip produit également la carte mère en matériel libre, Firefly-RK3288 et la set top box Nagrace HPH NT-V6 TV Box (via sa filiale Nagrace Times Technology), proposant pour ces deux appareils un dual boot Android et Ubuntu,.
Collabora (en) fait des tests d'intégration continue sur kernelci.org de ce SoC avec Chromium OS (version open source de Chrome Os), et le noyau Linux mainline sur un chromebook plateforme veyron-jaq, utilisé pour les marques blanches.

### implémentations matérielles
- La marque Pipo a sorti plusieurs modèles de tablettes et phablettes équipées de ce SoC.
- Différents boîtiers set-top box, principalement basés sur Android, sont disponibles depuis l'été 2014[31].
- Rockchip a présenté une plate-forme de référence de smartbook à écran 10" qui devrait être compatible Chromium OS[20].
- Lenovo (qui avait déjà sorti un netbook basé sur le RK3188 de Rockchip) et Asustek sort en 2015, le Chromebook C201, un netbook de 11,6" basé sur le RK3288 et Google Chrome OS, aux alentours de 150 $ afin de concurrencer le marché des netbook sous Windows[32].
- Lenovo sort en juillet 2016, la console de jeu miniStation, basée sur le RK3288

#### Cartes de développement
- La Firefly RK3288 est disponible depuis juillet 2014[33],[34].
- Tome Cubie, créateur de Cubietech, de la Cubieboard, puis de Radxa a annoncé la sortie prochaine d'une carte mère de développement basée sur ce SoC appelée Radxa Rock 2[34].

## Liste de produits comportant la puce

### Chromebooks
Les cartes mères de ces Chromebook sont basés sur la carte de référence Veyron Pinky
- ASUS Chromebook Flip C100P et Asus Chromebook C201 ;
- Haier Chromebook 11 et Haier Chromebook 11E[36] ;
- Hisense Chromebook[36] ;
- CTL H4[37]

### tablettes
- Pipo P1
- Archos 101 Magnus Plus[38]
- Archos 101 Oxygen
- Qilive Q3253

### PC-on-a-stick
- ASUS Chromebit (en) (PC-on-a-stick)[39].
- MK809 4K
- Rikomagic MK802 V5 (Android) et MK802 V5 LE (Linux Edition, Ubuntu)[40]

### nano-ordinateurs
- Firefly-RK3288, ordinateur monocarte ;
- PopMetal Rockchip RK3288, ordinateur monocarte ;
- Radxa Rock2 SoM, Rock2 Square ;
- Rikomagik MK902II (Android) et Rikomagik MK902II LE (GNU/Linux), deux netbox ;
- Asus Tinker Board.

### System on Module
- Agile Circuit Rockchip RK3288
- BoardCon MINI3288
- Grape Rain G3288 System On Module
- Phytec phyCORE-RK3288
- Sudo Systems SudoProc

### Consoles de jeu
- Lenovo miniStation[2]
- Tencent et Skyworth, miniStation game[3]
- casque de réalité virtuelle RK3288 VR all-in-one[4]
- GPD XD (en)[41]

### Drone
- Quadrirotor HighGreat Amigo[5]